# Mišku Kovaľa
Mišku Kovaľa – jezioro w miejscowości Osturnia na obszarze słowackiej Magury Spiskiej. Taką nazwę jeziora podają tabliczki informacji turystycznej w Osturni i przy szlaku turystycznym. Na słowackiej mapie turystycznej opisane jest jako Jazero, a przewodnik turystyczny podaje nazwę polską – Osturniańskie Jezioro. W Osturni są jednak 3 “osturniańskie” jeziora – stąd zapewne dla uściślenia ich nazw wprowadzono nazwę Mišku Kovaľa.
Jezioro znajduje się w lesie na wysokości 874 m w orograficznie lewych zboczach doliny potoku o nazwie Krulovský potok (prawy dopływ Osturniańskiego Potoku). Jest to jezioro osuwiskowe, powstałe w wyniku naturalnego i często występującego w Karpatach osunięcia się budujących je warstw fliszowych. Jest bezodpływowe, zasilane wodami opadowymi oraz niewielkimi źródłami.
Jezioro, oraz otaczający je teren to pomnik przyrody. Z rzadszych roślin rośnie tutaj chroniony prawnie widłak spłaszczony. Jezioro jest udostępnione turystycznie. Od żółtego szlaku turystycznego prowadzi do niego boczna, oznakowana odnoga szlaku.
Jezioro wraz z chronionym otoczeniem ma powierzchnię około 0,5 ha i jest w dużym stopniu zarośnięte roślinnością wodną. W Osturni są jeszcze dwa inne jeziora: Wielkie Jezioro Osturniańskie i Małe Jezioro Osturniańskie.

## Szlaki turystyczne
– Osturnia – Mišku Kovaľa – rozdroże pod Magurką. 2 h, ↓ 1.35 h